# Pukch'ŏng-gun
Pukch'ŏng-gun är en kommun i Nordkorea.   Den ligger i provinsen Hamnam, i den östra delen av landet, 260 km nordost om huvudstaden Pyongyang.